# Ctenosaura similis
Ctenosaura similis és una espècie de sauròpsid (rèptil) escatós de la família dels iguànids present des de Panamà fins a l'istme de Tehuantepec (sud de Mèxic). Ha estat introduïda a Florida i en algunes illes del Carib. És l'espècie més grossa del gènere Ctenosaura i ha estat reconegut com el llangardaix més veloç de la Terra; la seva velocitat aconsegueix els 35 km/h.